# Paul Jourdy
Pour les articles homonymes, voir Jourdy.
Paul Jourdy, né le 17 décembre 1805 à Dijon et mort le 28 octobre 1856 à Paris, est un peintre français.

## Biographie
Paul Jourdy est le fils de jean-Baptiste Jourdy et de Philiberte Cornemillot.
Il entre à l'École des beaux-arts de Paris le 30 octobre 1820. Élève de Guillaume Guillon Lethière et de Jean-Auguste-Dominique Ingres, Paul Jourdy obtient le 2e prix de Rome en 1828 et le prix de Rome en 1834. Il expose des portraits et des peintures d'histoire au Salon de 1831 à 1853.
En 1841, il épouse Émilie Alexandrine Duché.
Il meurt à son domicile no 1 cité Gaillard à Paris à l'âge de 50 ans. Il est inhumé au cimetière de Montmartre.

## Œuvres
- Ulysse et Néoptolème viennent chercher Philoctète dans l'île de Lemnos, 2e prix de Rome de 1828.
- La Mort de Virginie, 1831.
- Homère chantant ses vers, prix de Rome de 1834, Paris, École nationale supérieure des beaux-arts.
- La Mort de Virginie, 1834.
- Achille et Scamandre, vers 1834, huile sur toile, Dijon, musée des beaux-arts.
- Thésée reconnu par son père, vers 1834.
- Portrait en pied de Charles Curtis, fils de Mme la baronne C.D., 1835.
- Ève tentée par le Démon, 1836.
- Portrait de Charles X.
- Ève tentée par le serpent, 1838.
- Nu à la console, huile sur toile, Montauban, musée Ingres-Bourdelle.
- Portrait de Simart à l'âge de 25 ans.
- Les Trois Grâces, 1838.
- Jeune fille mettant une boucle d'oreille, 1839.
- Dame attachant des boucles de perles, 1841.
- Prométhée enchaîné sur le rocher, Salon de 1842, Montauban, musée Ingres-Bourdelle.
- Le Christ au milieu des docteurs, 1843.
- Portrait de M. Viennet, Salon de 1844.
- La Vierge et l'Enfant Jésus, Salon de 1844.
- Baptême de Notre Seigneur, Salon de 1844.
- Saint Louis, 1846.
- Le Bon Samaritain, 1847.
- Le Baptême du Christ, 1re médaille au Salon de 1847, église Notre-Dame-des-Blancs-Manteaux.
- Une bacchante, figure d'étude, 1848.
- Une tête d'homme, étude, 1848.
- Portrait d'homme, pastel, 1848.
- Portrait d'enfant, pastel, 1848.
- Une tête de femme, étude, pastel, 1848.
- Portrait de M. P. Delamain, pastel, 1849.
- Portrait de M. Jules Rostaing, pastel, 1849.
- Portrait de l'auteur, pastel, 1849.
- Les Sept Sacrements, 1850, fresque, Paris, église Sainte-Élisabeth.
- Une baigneuse, 1852.
- Laissez venir à moi les petits enfants, 1853, Paris, église Saint-Roch.
- Saint Léon pape, dessin, 1853.
- Dessins de vitraux pour la basilique Sainte-Clotilde à Paris, 1854[5].
- Les Douceurs de la paix.

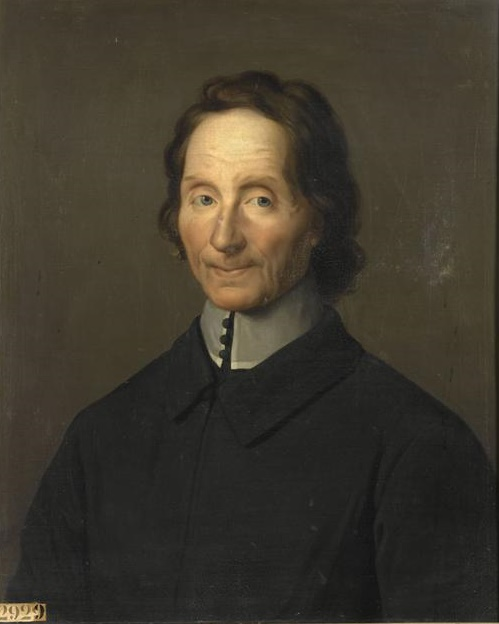
Portrait de Nicolas Malebranche d’après Jean-Baptiste Santerre (v. 1841), château de Versailles.
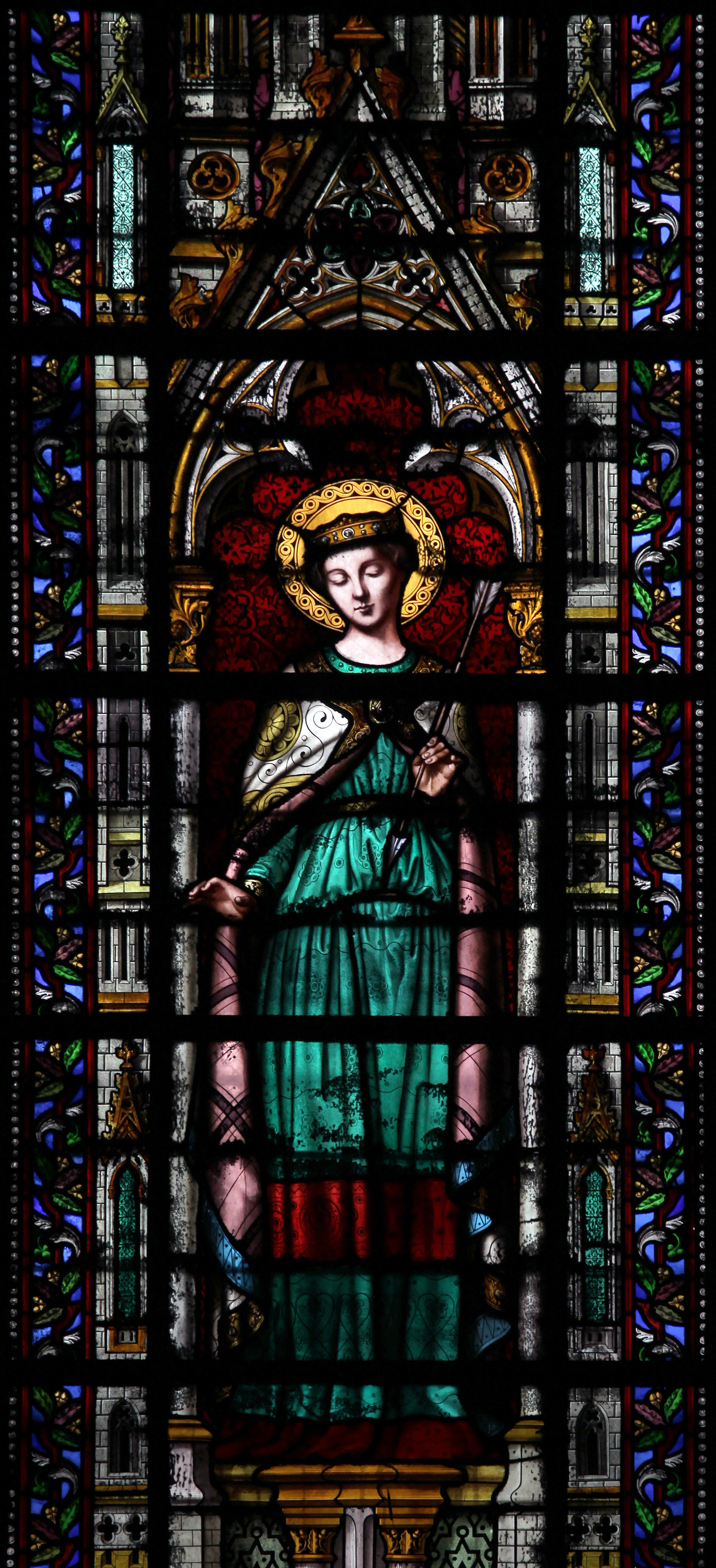
Détail d'une verrière de la basilique Sainte-Clotilde, à Paris, représentant sainte Ursule, carton de Paul Jourdy.
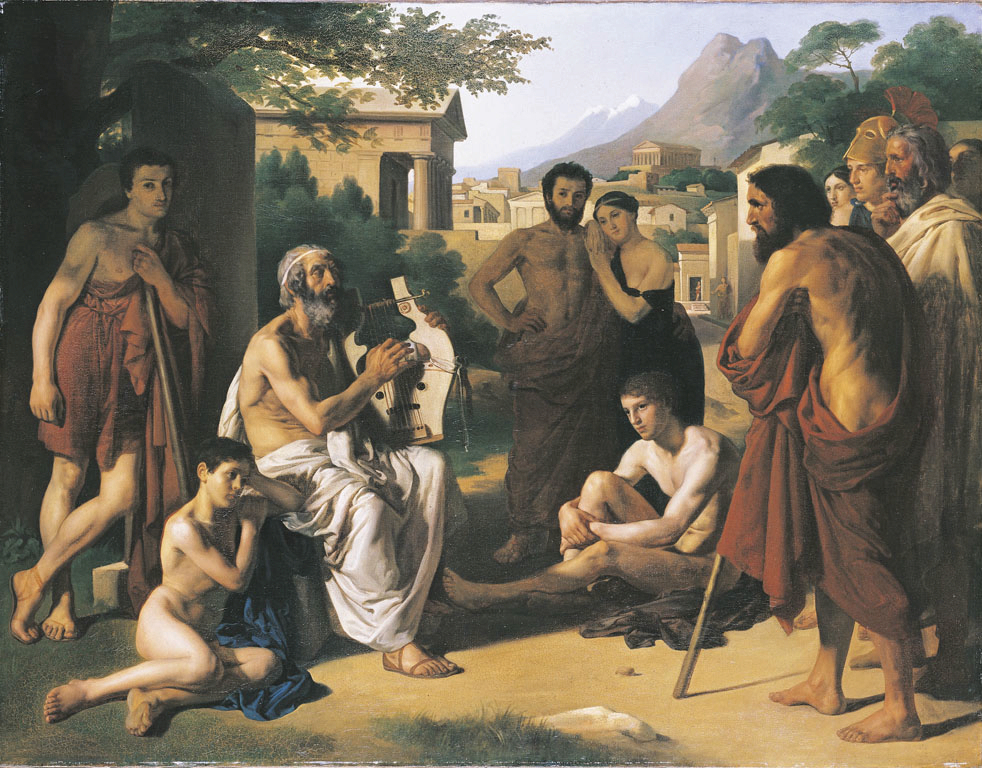
Homère chantant ses vers (1834), Paris, École nationale supérieure des beaux-arts.
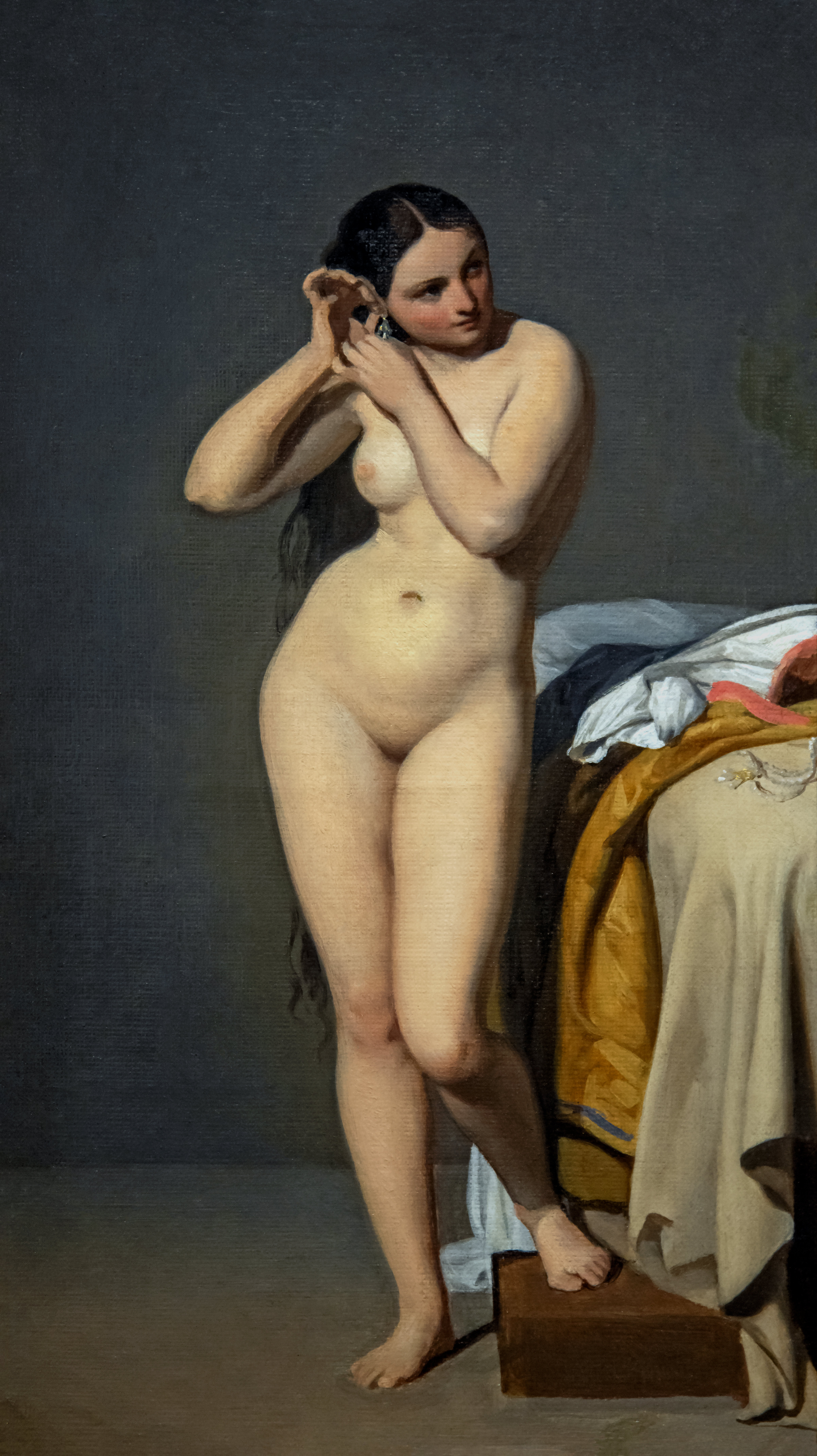
Nu à la console, musée Ingres-Bourdelle, Montauban.